# Das Handwerk des Teufels (Roman)
Das Handwerk des Teufels ist ein Roman des amerikanischen Schriftstellers Donald Ray Pollock. Die Originalausgabe erschien 2011 unter dem Titel The Devil All the Time im Verlag Doubleday, die deutsche Übersetzung von Peter Torberg 2012 bei der Verlagsbuchhandlung Liebeskind. Der Roman gilt als Vertreter des Country Noir.
In sieben Teilen – Opfer, Auf der Jagd, Waisen und Gespenster, Winter, Gottesmann, Schlangen und Ohio  – bzw. 55 Kapiteln sowie einem Prolog erzählt der Roman die Geschichten einer Reihe von Figuren aus den amerikanischen halbfiktiven Provinzstädtchen Meade (Ohio) und Coal Creek (West-Virginia), deren Wege sich immer wieder auf fatale Weise kreuzen. Die Zeitspanne liegt zwischen 1945 und 1966.
Eine zentrale Rolle in Das Handwerk des Teufels spielt wie auch schon in Pollocks Debüt Knockemstiff das Verhältnis der Personen zu Religion und zum Glauben, das häufig extreme Ausdrucksformen annimmt. Ähnliches gilt für die Rolle von Gewalt und Sex im Leben der Figuren. Pollocks Stil ist naturalistisch mit einem Hang zur Drastik und zur detaillierten Beschreibung des Extremen. Der Roman hat stark autobiografische Züge.
Der Roman wurde mit Robert Pattinson, Tom Holland und Riley Keough in den Hauptrollen verfilmt. The Devil All the Time erschien am 16. September 2020 auf Netflix.

## Inhalt
OpferDer Gefreite Willard Russell kommt aus dem Krieg zurück, wo er verstörende Gewaltexzesse hat erleben müssen, und fährt in sein Heimatdorf Coal Creek. Unterwegs bemerkt er beim Essen in Meade eine Kellnerin. In der Kirche von Coal Creek erlebt er den grotesken Gottesdienst von Roy Laferty und dem gelähmten, im Rollstuhl sitzenden und Gitarre spielenden Theodore Daniels mit, bei dem sich Laferty verzückt ein Glas voller Spinnen über den Kopf gießt. Er kehrt nach Meade zurück und heiratet die Kellnerin, Charlotte Willoughby. Drei Jahre später bekommen sie den Sohn Arvin. Zur gleichen Zeit bringt in Coal Creek die junge Helen die Tochter Lenora aus der Ehe mit Roy Laferty auf die Welt. Laferty hat das Predigen aufgegeben, als ihn eine giftige Spinne gebissen hat, glaubt aber nun, dass er Tote zum Leben erwecken kann. Der eifersüchtige Theodore überredet ihn dazu, diese Gabe an seiner Frau auszuprobieren. Nach dem Mord an Helen verlassen sie die Stadt. Lenora wird bei Willards Mutter Emma aufwachsen. Willard mietet indessen von dem windigen Anwalt Henry Delano Dunlap ein Farmhaus für seine Familie; allerdings erkrankt Charlotte kurz darauf an Krebs. In seiner Verzweiflung errichtet Willard auf einer Lichtung einen Gebetsbaum, dessen Umgebung er regelmäßig mit toten Tieren behängt. An dieser Opferstatt beten er und Arvin täglich stundenlang für die Sterbende. Dunlap versucht eines Tages, Willard zum Mord an seiner sexsüchtigen, untreuen Frau zu überreden. Willard erschlägt ihn – ein weiteres Opfer für Charlotte, die jedoch wenige Wochen später stirbt. Willard begeht auf der Opferstatt Selbstmord. „Nur im Angesicht des Todes konnte er die Gegenwart von so etwas wie Gott spüren.“
Auf der Jagd1965: Sandy, die Schwester des Hilfssheriffs Lee Bodecker aus Meade, und Carl Henderson ziehen wie ein pervertiertes Bonnie-und-Clyde-Pärchen durch die USA, lesen Tramper auf, bringen sie um, drapieren die Leichen in aufreizenden Posen mit Sandy, und Carl, der sich als Künstler versteht, macht Fotos davon. „Wer immer sich seine Fotos anschaute, selbst die schlechten von vor drei, vier Jahren, würde sie niemals vergessen.“
Waisen und Gespenster1963: Arvin wächst mit Lenora bei seiner Großmutter in Coal Creek auf. Er hat den Glauben verloren und von seinem Vater lediglich das Wissen über die reinigende Kraft grausamer Rache geerbt. Sein Onkel Earskell schenkt ihm die alte deutsche Luger Willards. Roy und Theodore sind seit Jahren mit einer Freakshow als 'Der Seher und der Saitenzupfer' unterwegs, werden aber rausgeworfen, als Theodore sich mit dem Clown Flapjack einläßt.
Winter1966: Sandy und Carl sitzen in Ohio fest, sie geht anschaffen, er langweilt sich – sie sparen für die nächste Reise; Carl lässt sich mit einer Kellnerin ein. Der korrupte Lee Bodecker versucht, einen Keil zwischen seine Schwester und Carl zu treiben – vergeblich.
GottesmannRoy und Theodore sind in Florida gelandet. Arvin hat die Schule beendet und arbeitet beim Straßenbau. In Coal Creek gibt es einen neuen Prediger, Preston Teagardin, einen perversen Blender, der Mädchen verführt und missbraucht. „Eine Frau musste wissen, dass sie Böses tat, wenn sie mit ihm ins Bett ging; dass ihr dafür die Hölle drohte. Wie konnte ihn eine erregen, die nichts von dem verzweifelten Kampf verstand, der zwischen Gut und Böse tobte, zwischen Reinheit und Lüsternheit.“  Als Lenora feststellt, dass sie von ihm schwanger ist, begeht sie Selbstmord. Arvin erschießt Teagardin und flieht. Zur gleichen Zeit stirbt Theodore am Strand in Florida.
SchlangenSandy und Carl machen sich auf zu einer neuen Tour. Zum ersten Mal entkommt ihnen ein ‚Model‘, dann stoßen sie auf ihr nächstes Opfer – Roy.
OhioArvin ist unterwegs nach Meade, wo er noch einmal das alte Haus und den Gebetsbaum besuchen will. Carl und Sandy nahmen ihn mit; als sie ihn bedrohen, erschießt er sie beide. Bodecker findet die Leichen und kommt auf Arvins Spur; es kommt zum Showdown an der Opferstatt.

## Kritiken
Christian Buß bezeichnet den Roman im Spiegel als „halb Americana-Kunstwerk, halb evangelikale Exploitation“. Für ihn „erweist sich Pollock mit diesem Roman als Logiker des Wahns … Er schließt damit an nachtschwarze Meisterwerke der Americana-Literatur an, die sich mit fanatischen weißen Betbrüdern beschäftigt haben, an Davis Grubbs Wanderprediger-Roman „Night Of The Hunter“ … zum Beispiel und an die Brocken von James Ellroy“. Tobias Gohlis hält es in der Zeit für „fast unmöglich, die deprimierenden Biografien, die Pollock im ausgenüchterten Ton eines Fallanalytikers rapportiert, als Fiktion zu akzeptieren“. Christian Schachinger betont im Standard die Singularität Pollocks und bezeichnet den Roman als „eine Lektüre, die in der zeitgenössischen amerikanischen Literatur ihresgleichen sucht“.
Der amerikanische Singer-Songwriter und Schriftsteller Josh Ritter charakterisiert den Stil Pollocks in seiner Besprechung für die New York Times als „sickly beautiful as it is hard-boiled. His scenes have a rare and unsettling ability to make the reader woozy, the ends of the chapters flicking like black horseflies off the page“(„von kränklicher Schönheit und hartgesotten. Seine Szenen verfügen über die seltene und verstörende Fähigkeit, dem Leser ein mulmiges Gefühl zu geben, wobei die Kapitelenden wie Fliegen von den Buchseiten huschen“). Robert Goolrick bezeichnet den Roman in der Washington Post als „literary tsunami of pure evil … Pollock rubs our faces in the Grand Guignol hillbilly myth“ („literarischen Tsunami des Bösen … Er reibt uns das Gesicht in den Grand Guignol des Hillbilly-Mythos“).

## Auszeichnungen
Das Handwerk des Teufels wurde 2013 mit dem Deutschen Krimi Preis (Platz 3 Internationaler Krimi) ausgezeichnet. Die französische Ausgabe Le diable, tout le temps erhielt 2012 den renommierten Grand prix de littérature policière sowie den Prix Mystère de la critique.

## Ausgaben
- Originalausgabe: The Devil All the Time, Doubleday New York 2011
- Übersetzung / Gebundene Ausgabe: Das Handwerk des Teufels, dt. von Peter Torberg; Verlagsbuchhandlung Liebeskind, München 2012. ISBN 978-3-935890-94-6
- Übersetzung / Taschenbuch: Das Handwerk des Teufels, dt. von Peter Torberg; Heyne, München 2013. ISBN 978-3-453-43692-3